# Rudhart von Konstanz
Rudhart von Konstanz († 28. Februar 1022) war von 1018 bis 1022 Bischof von Konstanz.

## Leben
Rudhart war Kapellan Kaiser Heinrichs II. und wurde von diesem im Mai 1018 zum Bischof von Konstanz bestimmt. Er ist erstmals bezeugt als Teilnehmer am Italienzug Heinrichs II. Von Rudhart gibt es urkundliche Erwähnungen nur in der Umgebung des Kaisers. In seiner Amtszeit finden wir erstmals neben den in Konstanz geprägten kaiserlichen Denaren bischöfliche Pfennige.